# Obermühle (Nuthe-Urstromtal)
Die Obermühle ist eine historische Wassermühle am Pfefferfließ und ein Wohnplatz im Ortsteil Gottsdorf der Gemeinde Nuthe-Urstromtal im Landkreis Teltow-Fläming (Brandenburg). Sie wurde 1480 erstmals urkundlich erwähnt und ist ein eingetragenes Baudenkmal. Sie ist noch in Betrieb.

## Lage
Der Wohnplatz liegt nur wenige Zehnermeter nördlich und außerhalb der Bebauung von Gottsdorf am Pfefferfließ. Er ist über die Straße An der Obermühle zu erreichen und hat die Hausnummer 12. Die westlich gelegenen Flächen der Gemarkung sind bewaldet, nördlich schließt sich das Naturschutzgebiet Oberes Pfefferfließ mit dem Wohnplatz Klinkenmühle an. Die östlich gelegenen Flächen werden land- und forstwirtschaftlich genutzt.

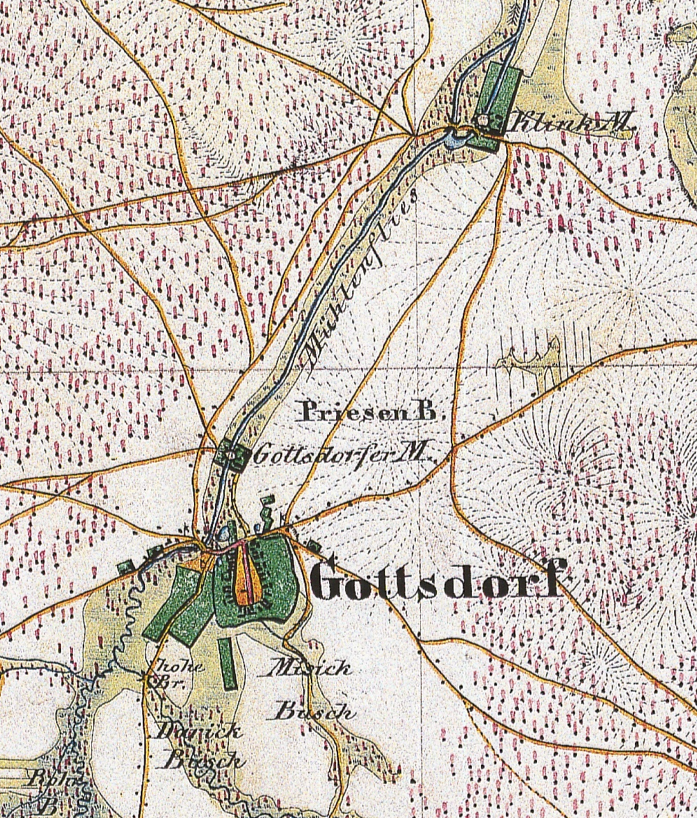
Gottsdorf mit der Obermühle (hier Gottsdorfer Mühle) und Klinkenmühle, Ausschnitt aus dem Urmesstischblatt 3844 Hennickendorf von 1841

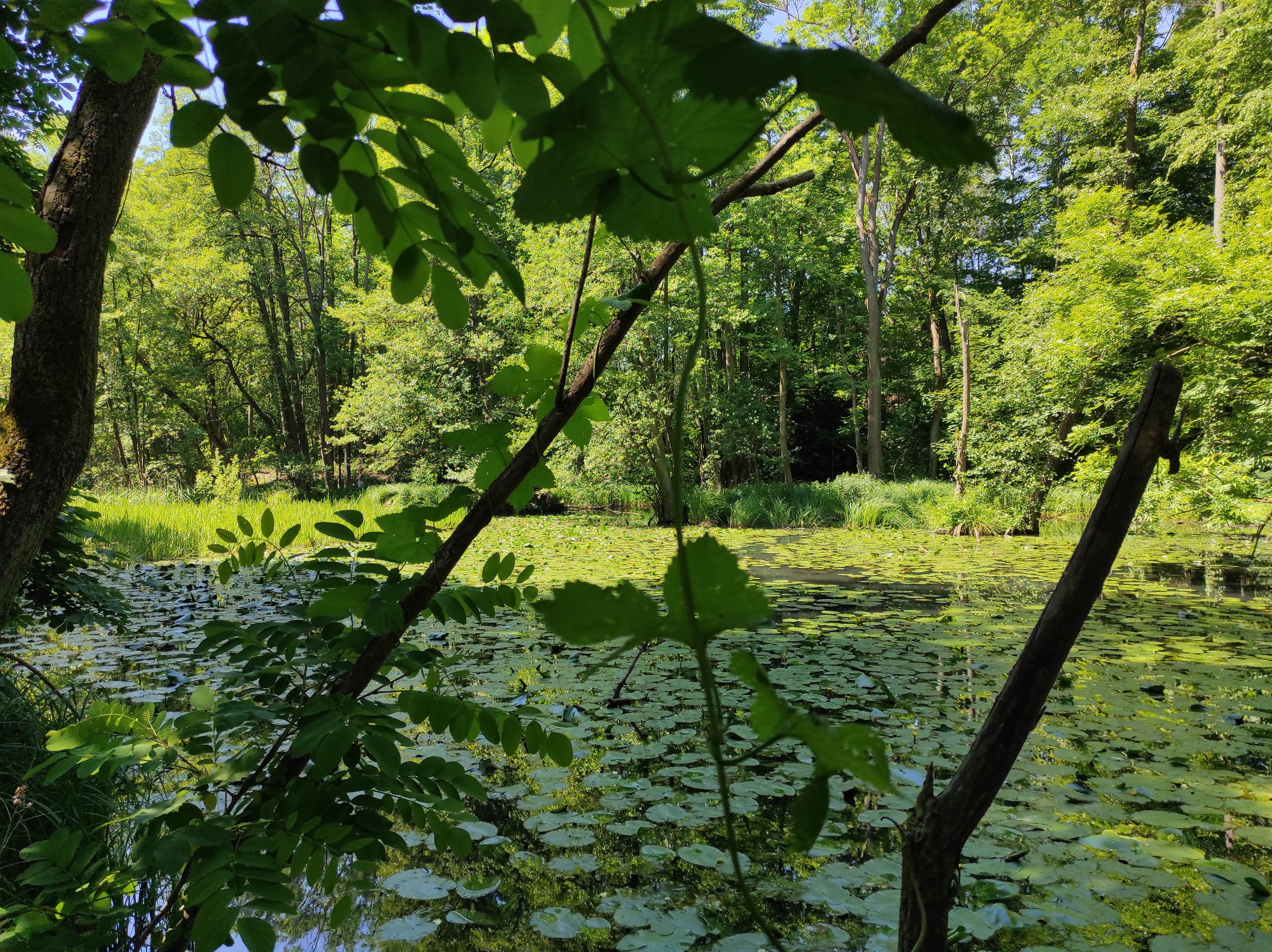
Mühlteich

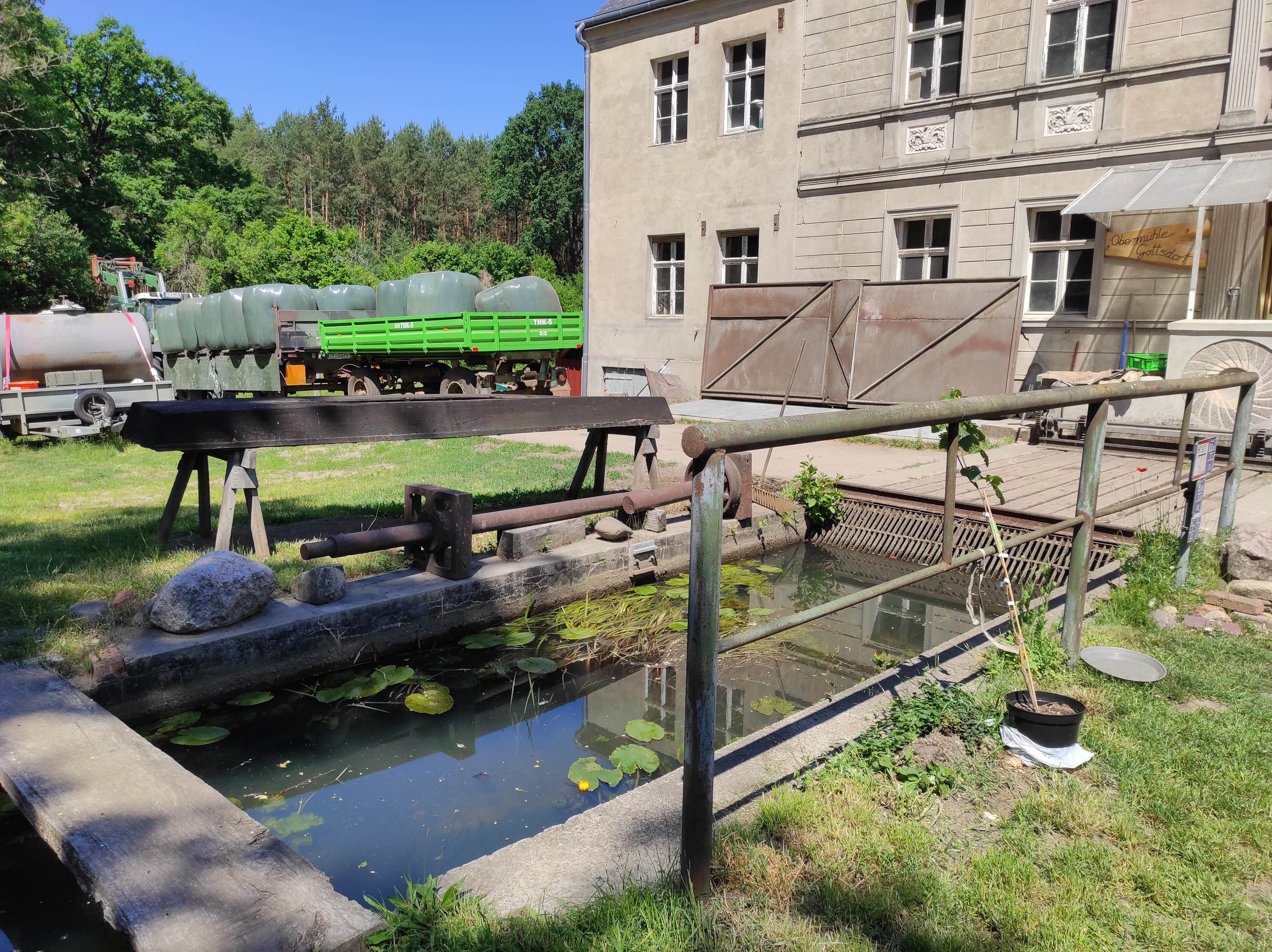
Mühlkanal mit Rechen

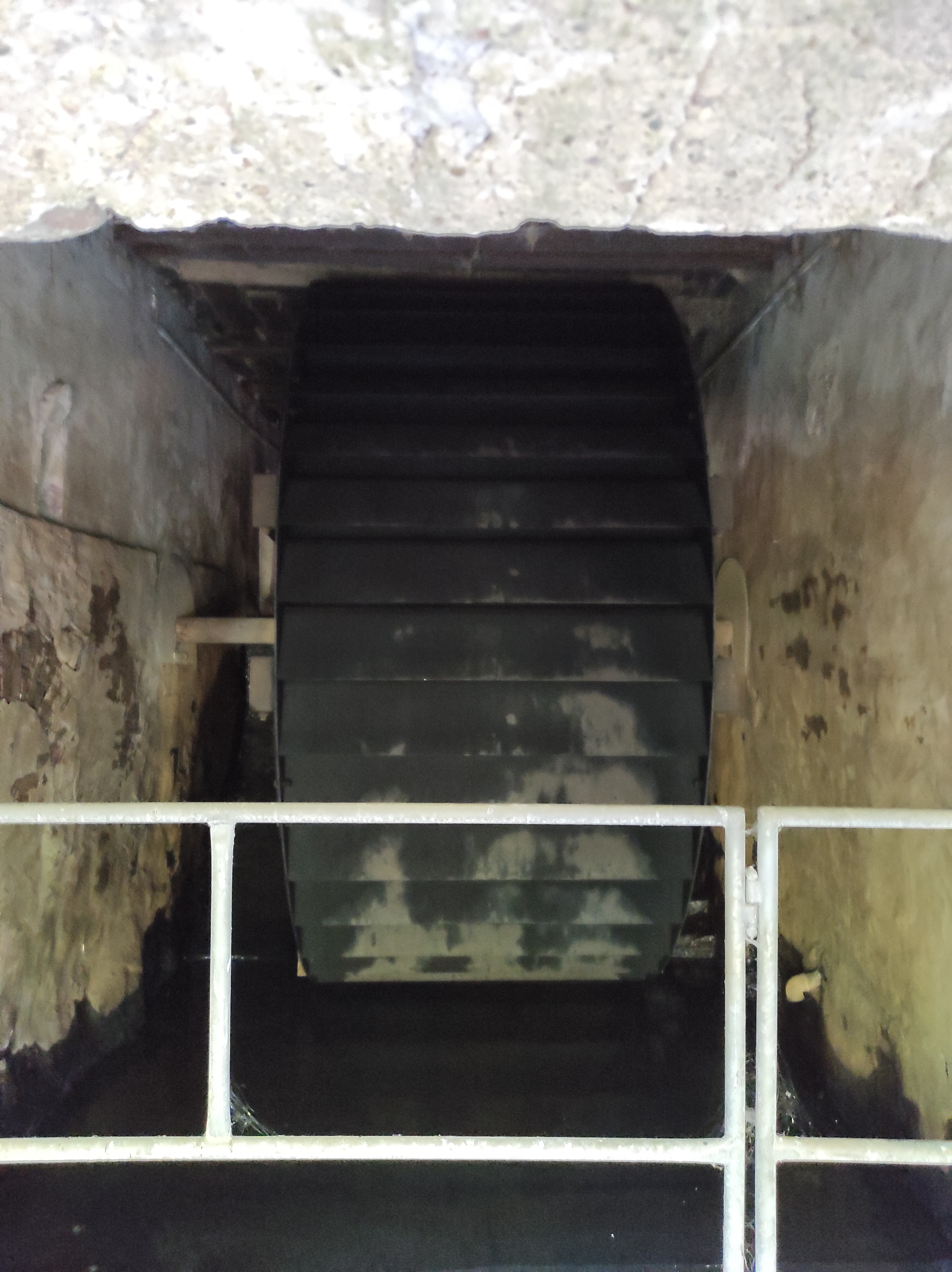
Mühlrad im Tunnel unter dem Haus

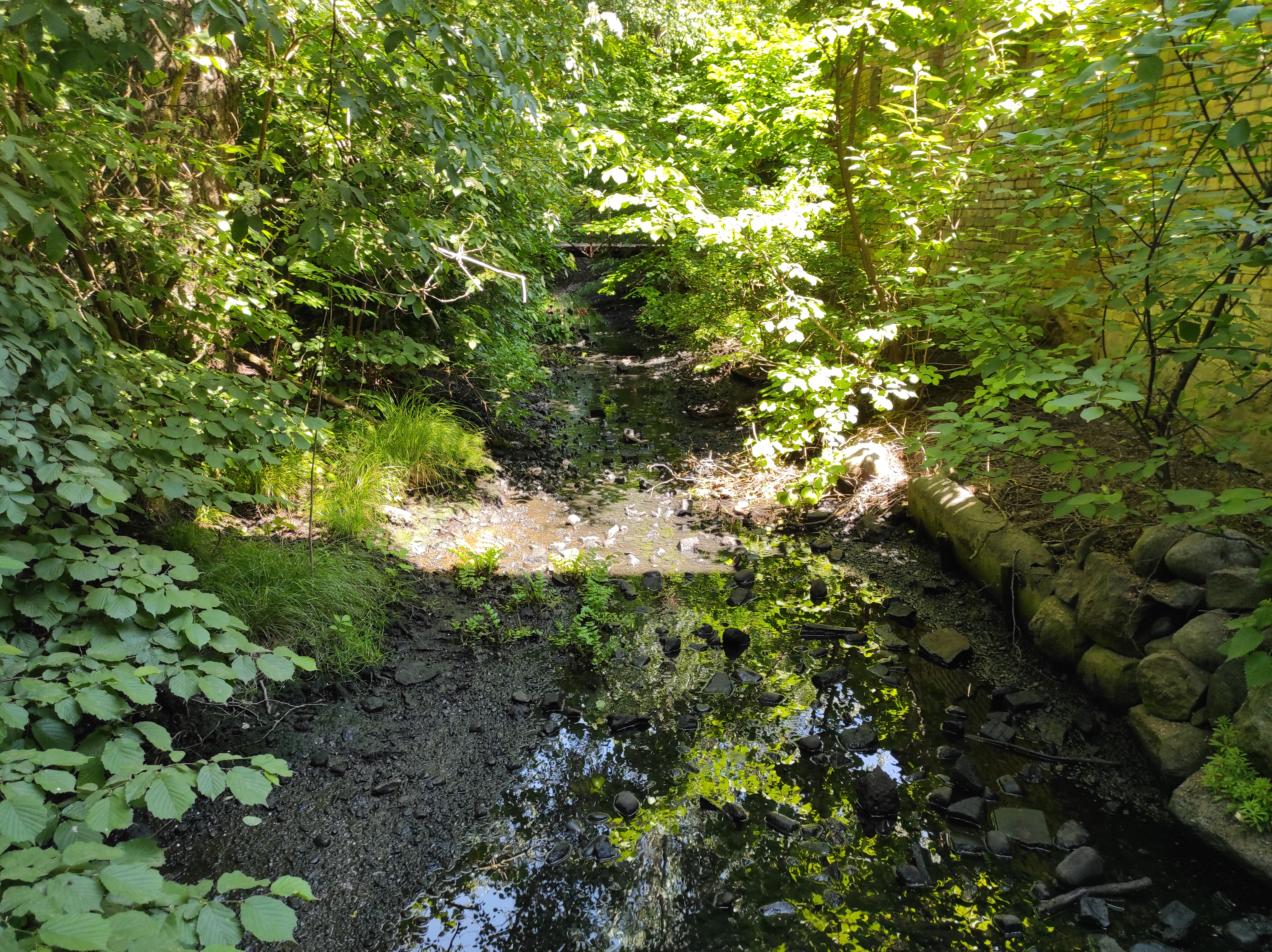
Unterwasser hinter dem Haus und Hofladen (Rückseite)

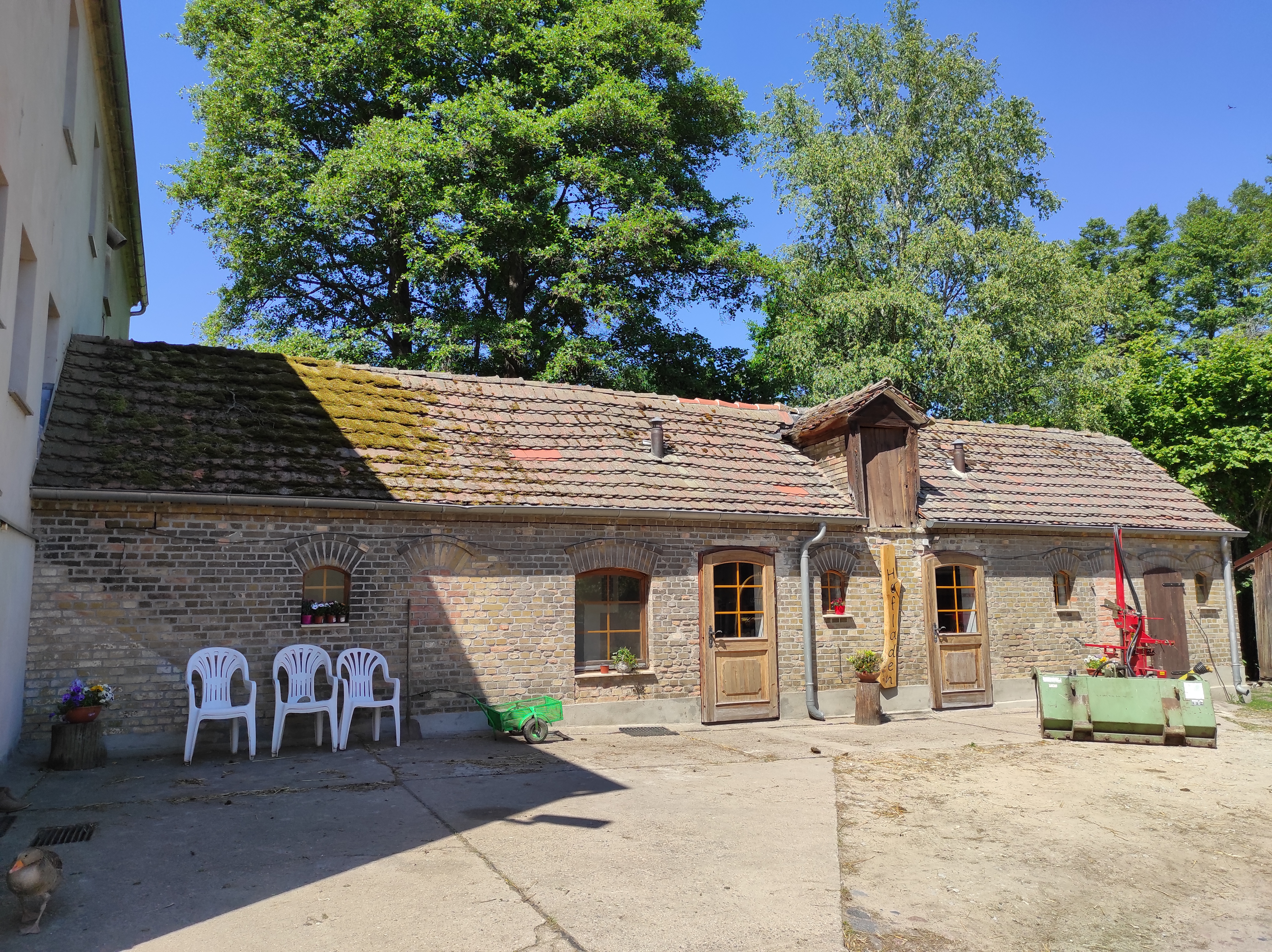
Hofladen

## Geschichte
Die Mühle wird zusammen mit der anderen Gottsdorfer Wassermühle, der Klinkenmühle (oder Untermühle) bereits 1480 erstmals urkundlich erwähnt (die beide godsdorfische Mühlen). Der Name Obermühle rührt von der relativen Lage zur zweiten Mühle her, die früher auch Untermühle genannt wurde. Die Obermühle liegt weiter fließaufwärts, die Untermühle weiter fließabwärts. Sie gehörten bis 1285 der Familie von Richow, die sie im genannten Jahr an das Kloster Zinna verkauften. Nach der Reformation kam die Mühle im Jahr 1553 in den Besitz des Amtes Zinna.
1568 gab die Obermühle nur 4 Wispel dieweil sie so übel gelegen und gering ist. 1642 hatte die Obermühle zwei Gänge. Auch 1745 wird die Obermühle mit zwei Gängen beschrieben.
Hubert Otto führt in seinem Verzeichnis Brandenburgische Kornmüller und Mühlenmeister vor 1800 für 1650 ein Müller Peter Imme in Gottsdorf auf. Da zur selben Zeit auf der Klinkenmühle der Müller Hans Tegener nachgewiesen ist, dürfte es sich bei Peter Imme um den Müller der Obermühle handeln. 1680 klagten die Müller der Klinken- und der Obermühle gegen die Gemeinde Gottsdorf, weil sie ihrer Meinung nach mit zu hohen Kontributions- und Einquartierungslasten veranlagt wurden. Bis 1743 war Peter Lintow, ab 1743 Andreas Lehmann Müller auf der Obermühle. 1747 ist jedoch mit Jakob Ziehe bereits wieder ein neuer Müller zu Gottsdorf genannt. Ab 1760 ist dessen mutmaßlicher Sohn Johann Gottlieb Ziehe, Mühlenmeister zu Gottsdorf. Bis 1776 hatte der Müller aber wieder gewechselt. Nun war Johann Christian Gericke Erbmüller zu Gottsdorf.
Friedrich Wilhelm August Bratring (1805) führt die beiden Gottsdorfer Wassermühlen unter Gottsdorf auf, 2 Wassermühlen, die Ober- und die Untermühle genannt. Leider gibt er keine weiteren Informationen zu den beiden Mühlen. Auch das Ortschafts=Verzeichniß des Regierungs=Bezirks Potsdam nach der neuesten Kreiseintheilung vom Jahre 1817 führt die Obermühle auf, bringt aber ebenfalls keine weiteren Informationen.
Bis zur Aufhebung des Mahlzwanges waren die Zinnaer Amtsdörfer Gottsdorf, Berkenbrück, Dobbrikow, Nettgendorf, Kemnitz und Zülichendorf in den beiden Gottsdorfer Mühlen (Obermühle und Klinkenmühle) Zwangsmahlgäste. 1808 wurde der Mühlzwang in Preußen aufgehoben. 1819 stellten die Müller der beiden Gottsdorfer Mühlen der Müller Friedrich Gericke (Obermühle) und Ludwig Taegener (Klinkenmühle) Entschädigungsgesuche für die Verluste durch die Aufhebung des Mahlzwanges.
1820 wurde die Freiarche der Obermühle (bei einem Hochwasser?) beschädigt und musste wieder hergestellt werden. Auch mussten Maßnahmen zur Regulierung des Wasserstandes des Pfefferfließes bei der Obermühle durchgeführt werden. Auch später sind Baumaßnahmen zur Instandsetzung der Freiarche dokumentiert.
August Sellenthin führt die Mühle unter Ober-Mühle, Wassermahlmühle zu Gottsdorf auf, allerdings auch hier ohne weitere Angaben. Im Urmesstischblatt 3844 Hennickendorf von 1842 ist die Obermühle merkwürdigerweise als Gottsdorfer Mühle eingezeichnet. In der Ortschafts-Statistik des Regierungs-Bezirks Potsdam mit der Stadt Berlin ist die Obermühle nicht als besonderer Wohnplatz ausgewiesen; es heißt da: Dorf mit Wassermühle im Anschluss (Obermühle). Nach dem Gemeindelexikon von 1885 hatte die Obermühle 10 Bewohner, und 1895 waren es 6 Bewohner. 1901 gehörten zur Obermühle 21,34 ha Land.
1924/1925 stellte der damalige Besitzer der Obermühle Theodor Weber einen Antrag auf die Eintragung des Fischereirechts im Pfefferfließ und des Staurechts für das Pfefferfließ Theodor Weber war auch noch 1935 Besitzer der Gottsdorfer Obermühle.

## Mühlenmeister und Müller (Übersicht)
- 1650 (?) Peter Imme
- bis 1743 Peter Lintow
- ab 1743 Andreas Lehmann
- 1747 Jakob Ziehe
- ab 1760 Johann Gottlieb Ziehe
- 1819 Friedrich Gericke
- (1924) bis (1935) Theodor Weber
- Anfang 1950er Martin Röthel
- 2023 Markus Röthel

## Mühlengebäude
Das kombinierte Mühlengebäude und Wohnhaus entstand 1879. Der Mühlkanal verläuft unter dem als Mühle genutztem Gebäudeteil hindurch. Das Wasserrad hat einen Durchmesser von 3,60 m und eine Breite von 1,60 m. Es besitzt 40 Schaufeln und etwa 10 PS Leistung. Oberhalb der Mühle liefert ein Mühlteich kontinuierlich Wasser während des Mahlbetriebs.
Die Mühle ist immer noch in Betrieb. Bis zu 2 t Getreide, das von Bauern der nächsten Umgebung angeliefert wird, können in der Mühle an einem Tag verarbeitet werden. Das Mehl wird in umliegende Bäckereien geliefert, die anfallende Kleie wird als Viehfutter genutzt. Auf Anfrage werden Gruppenführungen durch die Mühle angeboten.

## Kommunale Zugehörigkeit
Die Klinkenmühle gehörte bis 1872 zum Amt Zinna. Mit der Auflösung der Domänenämter 1872/1874 wurden deren hoheitliche Befugnisse den Kreisen und neu geschaffenen Amtsbezirken übertragen. Gottsdorf kam zum Amtsbezirk 16 Dobbrikow des Kreises Jüterbog-Luckenwalde. Nach der Revision und endgültige(n) Feststellung der Amtsbezirke in den Kreisen des Regierungsbezirks Potsdam betr. von 1881 gehörten nun zum Amtsbezirk 16 Dobbrikow des Kreises Jüterbog-Luckenwalde die Orte: Dobbrickow, Nettgendorf, Hennickendorf, Frankenfelde, Berkenbrück, Frankenförde und Gottsdorf mit Klinkenmühle und Obermühle. Gottsdorf wurde zum 1. April 1974 nach Frankenförde eingemeindet. Nach der Wende wurden 1992 Ämter gebildet, die die Verwaltungsgeschäfte der vielen, oft sehr kleinen Gemeinden übernahmen. Frankenförde mit seinem Ortsteil Gottsdorf schloss sich mit 19 anderen Gemeinden zum Amt Nuthe-Urstromtal zusammen, das allerdings bereits zum 6. Dezember 1993 wieder aufgelöst wurde, da sich die beteiligten Gemeinden zur neuen Gemeinde Nuthe-Urstromtal zusammenschlossen. Seitdem ist Frankenförde ein Ortsteil der Gemeinde Nuthe-Urstromtal, Gottsdorf hat nun Status eines Ortsteils, Klinkenmühle ist ein Wohnplatz.
Gottsdorf gehörte im Mittelalter zum Land Jüterbog des Erzstiftes Magdeburg, ab 1680 zum Luckenwalder Distrikt des Herzogtums Magdeburg. 1773 kam der Luckenwaldesche Kreis zum Landesteil Kurmark der Mark Brandenburg. 1816 wurde der Luckenwaldesche Kreis mit sächsischen Gebieten, die erst 1815 zu Preußen gekommen waren, zum Kreis Jüterbog-Luckenwalde vereinigt. Bereits 1946 wurde dieser Kreis geteilt, und Gottsdorf kam wieder zum Kreis Luckenwalde. Der Kreis Luckenwalde wurde 1993 mit den Kreisen Jüterbog und Zossen zum Landkreis Teltow-Fläming vereinigt.

## Kultur und Sehenswürdigkeiten
- Die Obermühle mit Wohnhaus stehen unter Denkmalschutz. Sie kann am Deutschen Mühlentag besichtigt werden.
- Naturschutzgebiet Oberes Pfefferfließ